# ستة وستين (فلم)
ستة وستين  (بالإنجليزية: Sixty Six) هو فيلم بريطاني عرض في عام 2006 وهو فيلم كوميدي درامي من أفلام السيرة الذاتية عن طفل يهودي يصادف حفل بلوغه يوم بطولة كأس العالم لكرة القدم 1966 وهو مقتبس عن أحداث من حياة المخرج بول ويلاند.

## الرواية
الطفل اليهودي بيرني روبينز (غريغ سالكين) يستعد لأقامة حفل بلوغه (و هو مايسمى عند اليهود بار متسفا)، فيخطط بجهد للأستعداد للحفل ليكون الحفل أفضل من حفل أخية الأكبر، ولكن بسبب تدهور الوضع المالي لأسرته يقرر والديه خفض ميزانية الحفل، ومما زاد الأمر سوءا هو اكتشافه بأن يوم حفل بار متسفا الخاص به يصادف نهائي بطولة كأس العالم لكرة القدم 1966 التي ستقام في لندن ومن المحتمل أن يصل للنهائي منتخب بلده إنجلترا مما سيؤثر على عدد الحضور في الحفل.

## طاقم الممثليين
- غريغ سالكين في دور بيرني روبنز
- هيلينا بونهام كارتر في دور واستير روبنز
- أديا في دور مانى روبنز
- بن نيوتن في دور أليف روبنز
- توماس ديرسون في دور تيري شيفرز
- بيتر سيرنوويكز في دور العم جيمي / السيد روبنز، السير/ معلق كرة القدم
- ستيفن ريا في دور العم هنري
- كاترين تيت في دور العمة ليلى
- ستيفن ريافي دورالدكتور باري
- جيرالدين سوميرفيل في دور أليس باري
- ماكسيميليان لو في دور الراوي (نكروديتيد)

## الاستقبال
الفيلم تلقى عموما قبول ايجابي من النقاد، مع تصنيف 65 ٪ من موقع الطماطم الفاسدة  الطازجة وهوليوود ريبورتر اثنت على الفيلم «على الرغم من أن الموضوع قد يبدو خاص، فإن الصورة بمثل هذه البراعة تتجاوز التفاصيل العرقية لتصبح قصة عالمية صبي يحاول أن يجد مكانه في عالم قاسي.»  روجر أيبرت في صحيفة شيكاغو صن تايمز استعرض الفيلم بأنه «يستنير برواية بيرني المؤثرة، وهو يعرض التفاصيل الكوميدية الصغيرة». النيو يورك تايمز وصفت الفيلم بأنه «كوميديا محزنة وأنه يعتمد اعتمادا كبيرا على الصور النمطية العرقية.» 

## وصلات خارجية
- مقالات تستعمل روابط فنية بلا صلة مع ويكي بيانات